# Sverșkivți, Zalișciîkî
Sverșkivți (în ucraineană Свершківці) este un sat în comuna Hmeleva din raionul Zalișciîkî, regiunea Ternopil, Ucraina.

## Demografie
Componența lingvistică a localității Sverșkivți
     Ucraineană (100%)
Conform recensământului din 2001, toată populația localității Sverșkivți era vorbitoare de ucraineană (100%).